# Mole

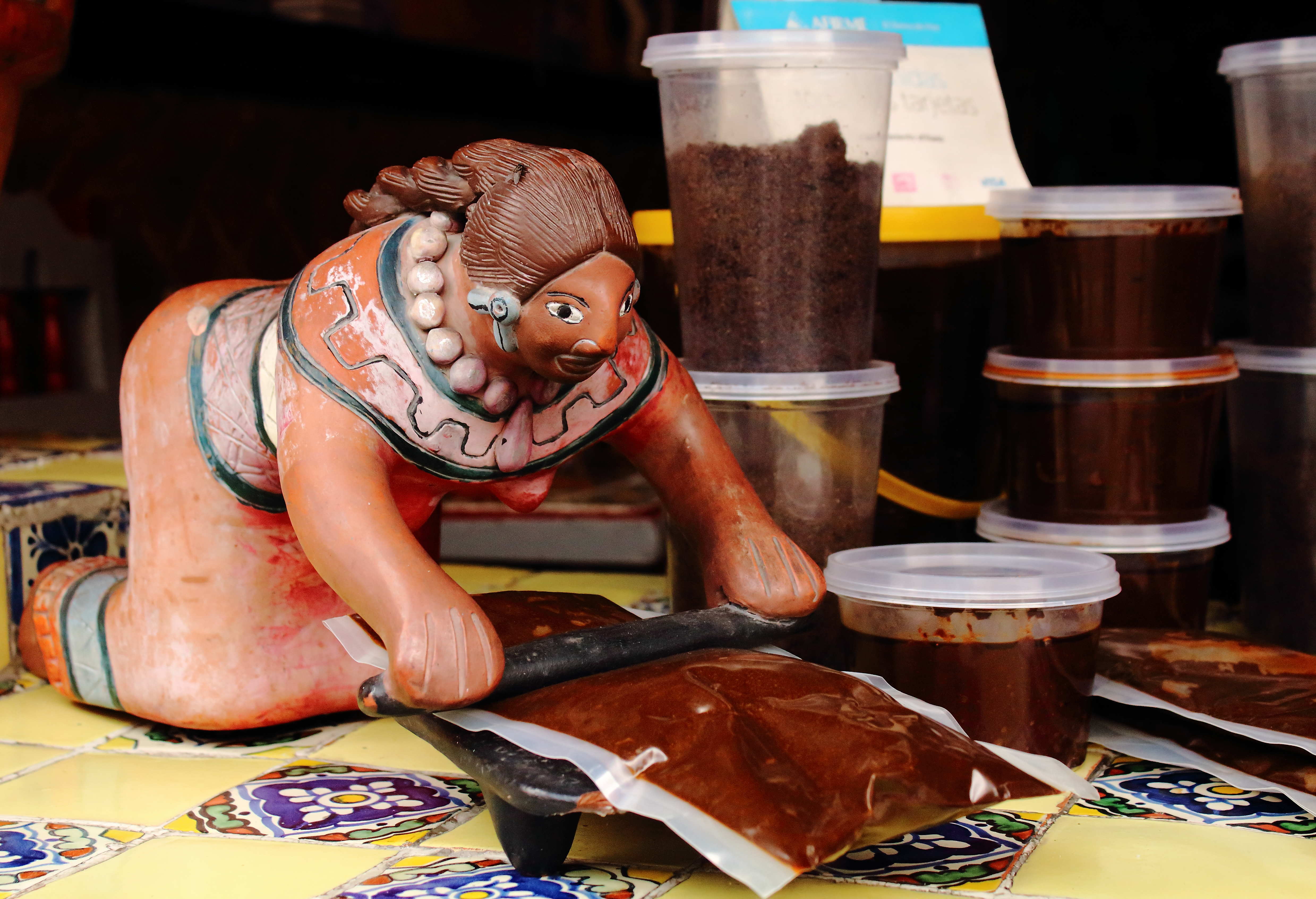
Venta del mole en el estado de Puebla, México.

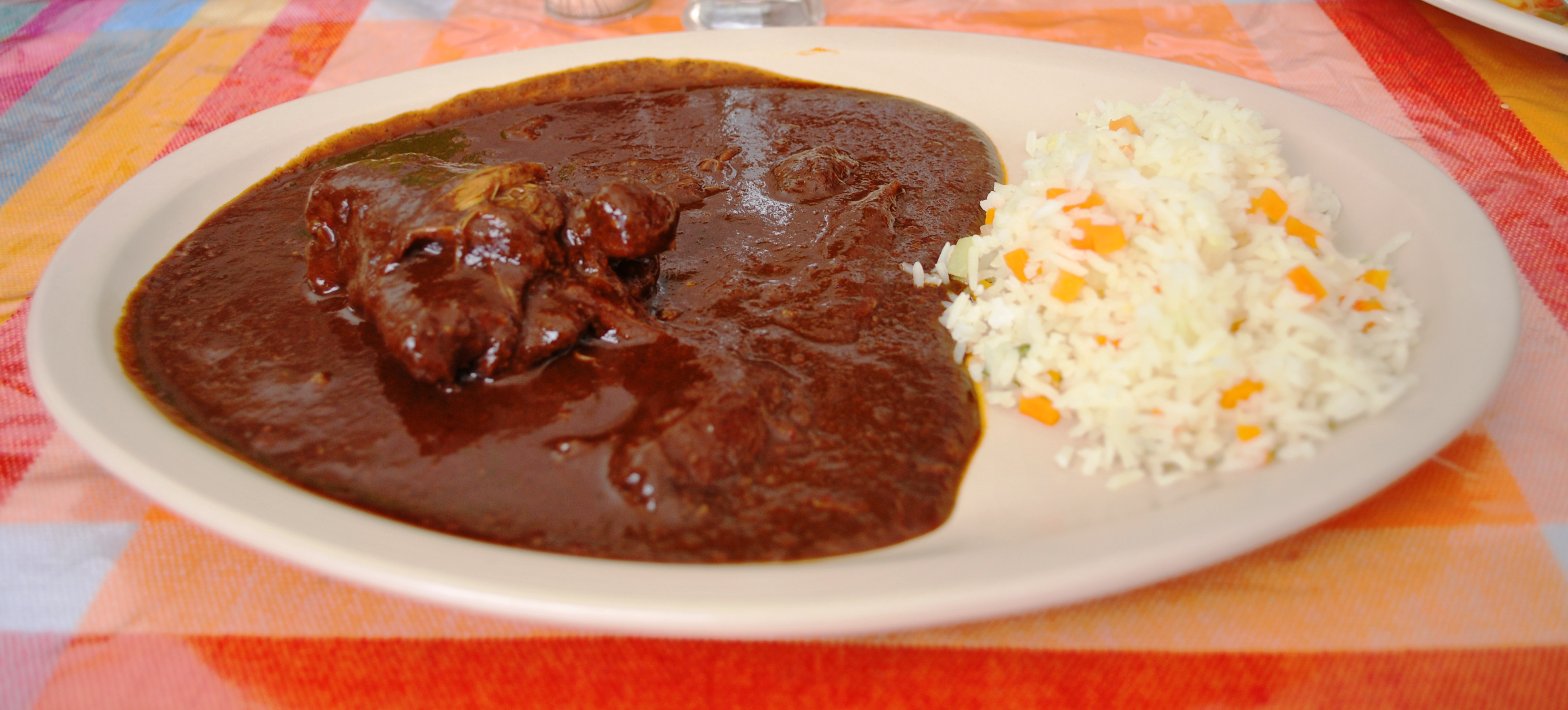
Pollo en salsa de mole rojo.

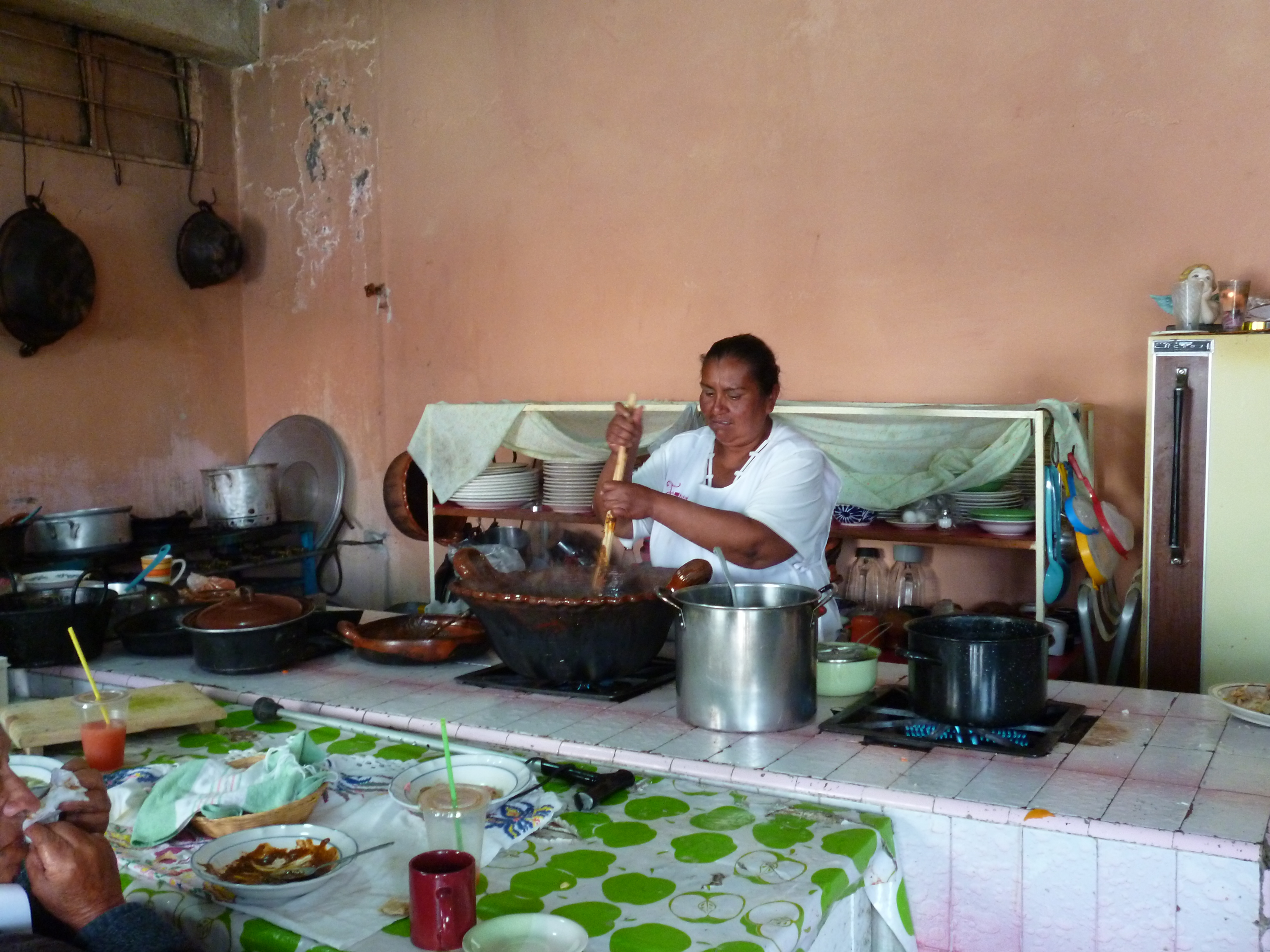
Cocinando mole en una fonda en San Pedro Atocpan.

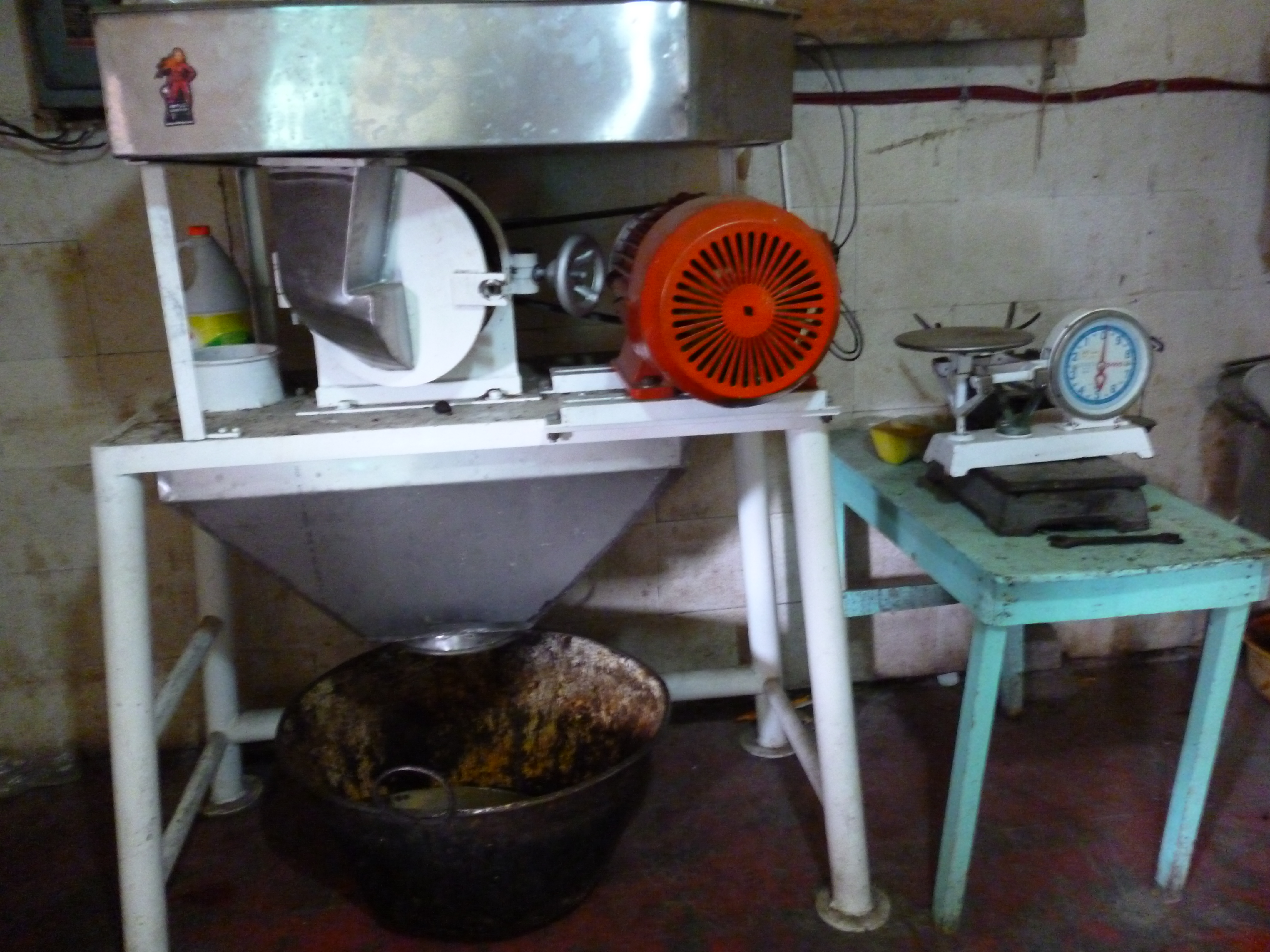
Molino para la creación del mole

El término mole (del náhuatl molli o mulli que significa molido) se refiere a varios tipos de salsas mexicanas muy condimentadas hechas principalmente a base de chiles y especias, y que son espesadas con masa de maíz, tortilla o pan; también se refiere a los mismos guisos a base de carne o vegetal que se suelen preparar con estas salsas espesas. El mole es de origen prehispánico, y era ofrecido en ceremonias como ofrenda a los dioses. De las muchas variantes de mole existentes, la más popular es el mole poblano, un mole oscuro proveniente de Puebla, pero conocido en todo el país. Otros moles son el mole blanco, el mole almendrado, el mole oaxaqueño, el huaxmole, el manchamanteles.

## Historia

### Origen prehispánico
Fue fray Bernardino de Sahagún quien, en la Historia general de las cosas de la Nueva España, relató en español por primera ocasión un guisado prehispánico que se ofrendaba a Moctezuma y que se elaboraba con una salsa de chile caldosa, llamada chilmulli o chilmole, repitiendo constantemente la palabra mulli para referirse a una salsa. Dichos mullis también se ofrendaban a los dioses como muestra de agradecimiento tras largos viajes.

### SigloXVII
Otra versión más detallada cuenta que lo creó, en la ciudad de Puebla en el siglo XVII, la monja dominica Andrea de la Asunción en el convento de Santa Rosa, para satisfacer el paladar del virrey Tomás Antonio de Serna, que se encontraba de paso por la ciudad y quien se sintió cautivado por tan singular platillo. 
Cuenta la leyenda que en una ocasión Juan de Palafox, virrey de la Nueva España y arzobispo de Puebla, visitó su diócesis, y un convento poblano le ofreció un banquete, para el cual los cocineros de la comunidad religiosa se esmeraron especialmente. 
El cocinero principal era fray Pascual, que ese día corría por toda la cocina dando órdenes ante la inminencia de la importante visita.
Se dice que fray Pascual estaba particularmente nervioso, y que comenzó a reprender a sus ayudantes, en vista del desorden que imperaba en la cocina.
El mismo fray Pascual comenzó a amontonar en una charola todos los ingredientes para guardarlos en la despensa. Y era tal su prisa que fue a tropezar exactamente frente a la cazuela, donde unos suculentos guajolotes estaban ya casi en su punto.
Allí fueron a parar los chiles, trozos de chocolate y las más variadas especias, echando a perder la comida que debía ofrecerse al Virrey. Fue tanta la angustia de fray Pascual que comenzó a orar con toda su fe, justamente cuando le avisaron que los comensales estaban sentados en la mesa. Un rato más tarde, él mismo no pudo creer cuando todo el mundo elogió el accidente del platillo.
Incluso hoy, en los pequeños pueblos, las amas de casa apuradas invocan la ayuda del fraile con el siguiente verso: "San Pascual Bailón, atiza mi fogón."

## Descripción
Originalmente hacía referencia a cualquier salsa o combinación de ingredientes, y actualmente sirve para nombrar varios platillos de la cocina mexicana, específicamente a un grupo de platillos que tienen algunos elementos en común, como el hecho de prepararse a base de chiles y especias. En la cocina mexicana actual, el mole suele acompañar carnes cocidas.

## Variantes
Se estima que existen en México alrededor de 50 tipos de moles. En México los más conocidos son el mole rojo y el verde, el primero para muchas personas es el mole común, llamado mole a secas. Debido a la abundancia de especias (especialmente, chile) con las cuales se elaboran estos platos, los turistas foráneos en México suelen considerarlo un gusto adquirido. Algunos tipos de mole son:

### México

#### Oaxaca
- Mole amarillo
- Mole chichilo
- Mole coloradito (o, simplemente, coloradito)
- Mole manchamantel
- Mole negro (o mole oaxaqueño)
- Mole rojo
- Mole verde

#### Puebla
- Mole poblano

#### San Pedro Atocpan, Ciudad de México
- Mole almendrado

Veracruz
- Mole Xiqueño
- Mole Veracruzano
- Tlatonile

#### Otro
- Mole blanco
- Mole michoacano
- Mole pipián
- Mole prieto
- Mole ranchero
- Mole rosa
- Mole tamaulipeco
- Chirmole (común en Yucatán, México y Belice)
- Guacamole
- Huaxmole (o mole de caderas)
- Mole de olla (que, a pesar de su nombre, no se considera un tipo de mole en la cultura popular)

### Guatemala
- Mole guatemalteco